# Copa Intercontinental d'hoquei sobre patins femenina
|  | Aquest article és sobre la competició femenina. Per a la competició masculina, vegeu Copa Intercontinental d'hoquei sobre patins masculina |

La Copa Intercontinental d'hoquei sobre patins femenina és una competició internacional de clubs d'hoquei sobre patins europeus i panamericans femenins. Creada la temporada 2018, és organitzada per la World Skate Rink Hockey. La primera ediicó es disputà el desembre de 2018 a l'estadi Aldo Cantoni de San Juan, Argentina. Hi participen els equips campions i subcampions de la Lliga europea i d'Amèrica, que disputen una fase en format de final four. El Concepción Patín Club fou el primer campió de la competició, vencent al Telecable HC.

## Equips participants
La II edició se celebrà al Pavelló Aldo Cantoni de San Juan, Argentina, del 17 al 18 de desembre de 2023. Hi participen els equips campions i subcampions de la Lliga europea i d'Amèrica:
- Andes Talleres
- Generali HC Palau de Plegamans
- Deportivo Aberastain
- Telecable Hockey Club

## Historial
| En negreta = Equip guanyador (1) = Nombre de campionats 1-1 = Marcador campió-subcampió (prò.) = Pròrroga (pen.) = Penals Nota. Noms dels equips segons l'època |

| Edició | Temp. | Data       | Campió            | Resultat        | Subcampió             | Seu                            | refs  |
| ------ | ----- | ---------- | ----------------- | --------------- | --------------------- | ------------------------------ | ----- |
| I      | 2018  | 17-12-2018 | Concepción PC (1) | 4–2             | Telecable HC          | Pavelló Aldo Cantoni, San Juan | [ 3 ] |
| II     | 2024  | 18-02-2024 | Telecable HC (1)  | 3–3 (2-1, pen.) | HC Palau de Plegamans | Pavelló Aldo Cantoni, San Juan | [ 4 ] |
| III    | 2025  | 04-05-2025 | CP Vila-sana (1)  | 5-3             | CP Esneca Fraga       | Pavelló Aldo Cantoni, San Juan |       |